# 克尔斯季·卡柳莱德
克尔斯季·卡柳莱德（發音：[ˈkersʲːtʲi ˈkɑlʲːjuˈlɑi̯ːːt]；1969年12月30日—），是一名爱沙尼亚女性政治人物，2016年10月10日就任爱沙尼亚总统，是该国首位女总统，并以46岁成为就任年龄最年轻的总统。

## 简介
2004年至2016年，她担任欧洲审计院爱沙尼亚代表。在2016年总统选举中，她得到国会最大党派的支持，获得81位议员的支持票而当选总统。

## 个人生活
她与第一任丈夫育有一个女儿和一个儿子，并且她已经成为外婆。第二任丈夫是 Georgi-Rene Maksimovski，育有两个儿子。

## 荣誉

### 爱沙尼亚勋章奖章
- 国徽勋章颈饰（英语：Order of the National Coat of Arms）（2016年10月10日批准，同日颁发[8]）

### 外国勋章奖章
- 芬兰白玫瑰大十字勋章附颈饰（芬兰，2017年[9]）
- 意大利共和国功绩骑士大十字勋章颈饰（英语：Order of Merit of the Italian Republic）（意大利，2018年6月5日公布[10]）
- 恩里克王子勋章大颈饰（葡萄牙语：Ordem do Infante D. Henrique）（葡萄牙，2019年4月16日公布[11])
- 一等智者雅罗斯拉夫王公勋章（乌克兰，2021年8月23日公布[12]）
- 德意志联邦共和国功绩大十字勋章（德国，2023年3月15日颁发[13][14]）